# Frislanda de Nord

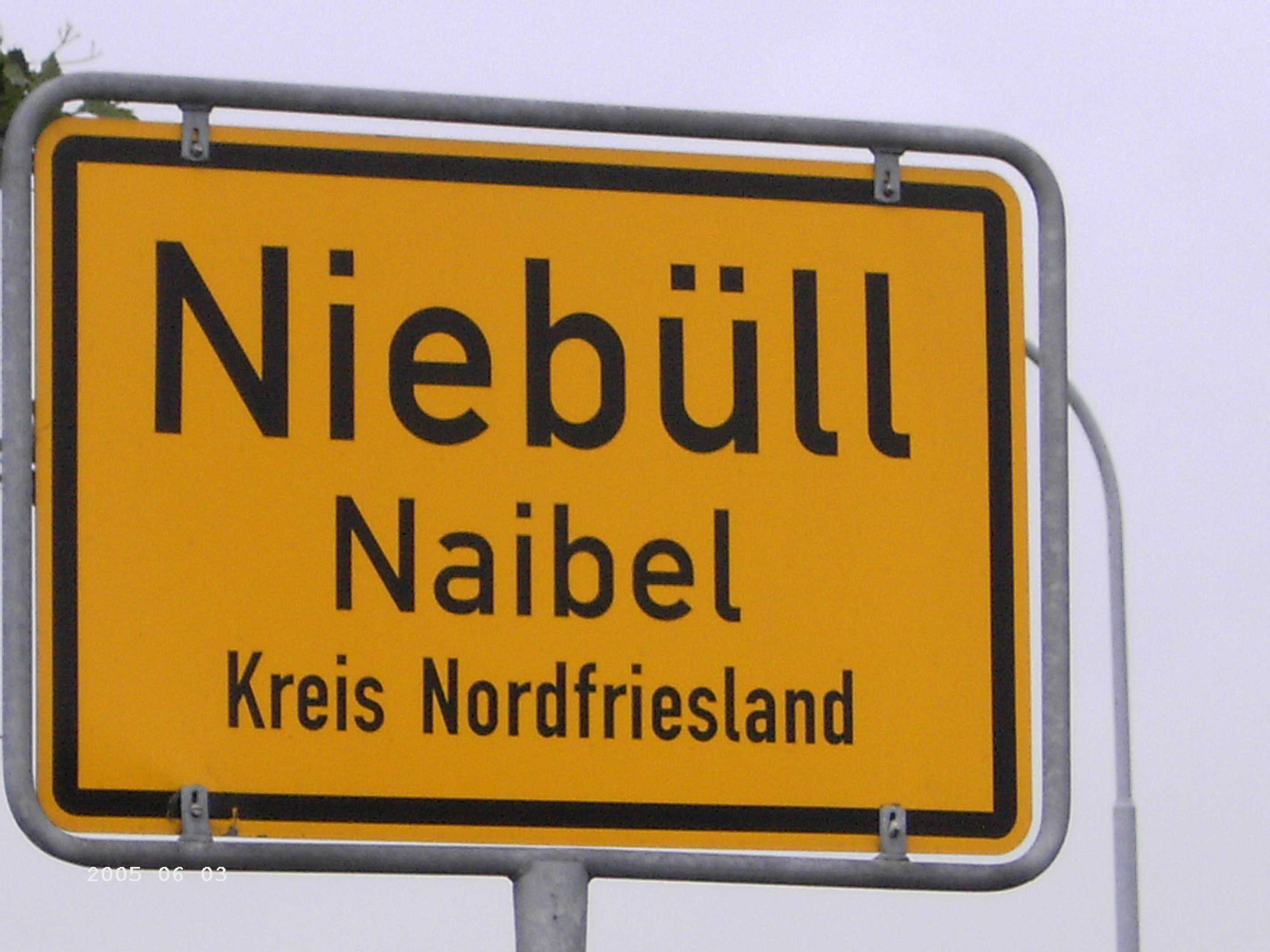
Inscripţie bilingvă în germană şi frizonă

Frislanda de Nord (în germană Nordfriesland, în frizonă Nordfriislon) este o regiune istorică și totodată un district rural (în germană Kreis) în landul Schleswig-Holstein, Germania. De regiunea istorică Frislanda de Nord aparține și insula Helgoland, cu administrație separată de cea a districtului.